# Utage
Utage è un film del 1967 diretto da Heinosuke Gosho. Il film è noto anche con il titolo The/Le Banquet.

## Trama
Suzuko sta per inviare un invito a uno spettacolo di kabuki a Ryuichiro Tate. Suzuko ha incontrato Ryuichiro Tate sei anni prima, quando lui e suo fratello erano cadetti alla scuola militare. Ma se Seiki, il fratello di Suzuko, ha rinunciato alla carriera militare per dedicarsi agli studi artistici con grande sgomento del padre, Tate è un idealista ossessionato dalla grandezza del Giappone e sentendosi investito di una missione nel suo paese.
All'inizio del 1936, si dice che la divisione di Ryuichiro Tate potesse essere inviata in guerra in Manciuria, motivo per cui Suzuko cerca di rivedere il giovane prima della sua partenza inviandogli questo invito ad uno spettacolo di kabuki. Ryuichiro Tate, insieme ad altri ufficiali ultranazionalisti dell'Esercito Imperiale Giapponese, sostenitori della via imperiale ispirata dall'idea di restaurazione di Shōwa si prepara ad agire. Ryuichiro Tate partecipa al colpo di stato del 26 febbraio 1936 che mira a rovesciare il governo.